# Metzlův dům
Metzlův dům byla secesní budova v Českých Budějovicích, která hostila instituce (chronologicky) Bio Elite, Bio Hvězda, Bio Astra, kino Oko a Malé divadlo. Dům byl zbourán v roce 2005.

## Budova
Secesní dům na adrese Klaudiova 25 (dnešní Jeronýmova) nechal v roce 1911 vystavět českobudějovický měšťan židovského původu Mořic Metzl. Od počátku v něm fungovalo kino, respektive biograf. Změny majitelů a politických poměrů s sebou nesly i změny názvů, pod kterými byla budova známá. Od roku 1965 po určitých stavebních úpravách nahradilo kina Malé divadlo. Po roce 1985 budova neměla využití. Po revoluci zůstala v majetku města až do roku 1997, kdy již zchátralý dům koupila JČE, a. s., která ho zanedlouho prodala. V roce 2005 byla stavba (údajně opakovaně vyhořelá) včetně sousední budovy stržena, nahradila je nově postavená prodejna společnosti Billa ČR (REWE International AG).
Umělecky zajímavé secesní dvoupatrové budově dominoval stupňovitý štít. Původně nesl vavřínový feston odkazující na klasicismus nebo historismus. Fasádu kryla bohatá štuková výzdoba s geometrickým dekorem ve stylu pozdní secese.

## Instituce

### Bio Elite
Biograf založený 1911 a vlastněný Mořicem Metzlem. Hlediště bylo vybaveno balkonem a nabízelo 455 míst k sezení. Doprovod němého filmu zajišťovalo piáno umístěné za plátnem. Biograf nefungoval příliš dlouho, ještě během téže dekády ukončil činnost, čemuž následoval vznik Bio Elekta na Lannově třídě (tzv. Vatikán).

### Bio Hvězda
Mořic Metzl prodal budovu roku 1919 sokolům, konkrétně tělocvičné jednotě Sokol I (jednota Sokol II si vystavěla vlastní Bio Kotva o 9 let později). Sokol začal biograf provozovat pod názvem Bio Hvězda.

### Bio Astra
Během druhé světové války, v roce 1942, bylo Bio Hvězda přejmenováno na Bio Astra. Ihned po osvobození roku 1945 došlo k návratu předválečného jména Bio Hvězda.

### Kino Oko
Roku 1950 dostala instituce nové jméno, kino Oko. Důvod spočíval ve stanovisku centrální ideologické komise, která doporučovala názvy jako Svět, Oko, Jas a podobně. S tím souvisela také inspirace sovětským vzorem, což znamenalo náhradu termínu bio či biograf za kino. V 50. letech 20. století bylo Oko jedním z celkem devíti kin v Českých Budějovicích. V roce 1963 bylo Oko uzavřeno s odůvodněním, že ve městě vznikají dvě nová kina: Mír v Suchém Vrbném a Vesmír na Mariánském náměstí.

### Malé divadlo
Kolem roku 1960 se v Malém divadle, tehdy sídlícím v Hradební ulici, propadl strop a původní scénu nebylo možné dále používat. Po několika letech, kdy divadlo hrálo výlučně na zájezdech, došlo ke stavební úpravě kina Oko a v roce 1965 začíná Malé divadlo hrát v této budově. 11. září 1985 kontrola bezpečnosti práce sál bývalého kina Oko zavřela. Záměr postavit nové Jihočeské divadlo a do staré budovy přestěhovat Malé divadlo z důvodu nedostatku financí nevyšla. Následně až do demolice 2005 nebyla budova systematicky využívána.